# Agathotoma neglecta
Agathotoma neglecta é uma espécie de gastrópode da família Mangeliidae.